# Future Insight Prize
Der Future Insight Prize ist ein Wissenschaftspreis, der seit 2019 jährlich zur Förderung des wissenschaftlichen und technologischen Fortschritts in den Bereichen, Gesundheit, Ernährung und Energie vergeben wird.
Der Preis wurde 2019 zum 350. Jubiläum der Firma Merck KGaA zum ersten Mal verliehen und ist mit bis zu 1 Million Euro dotiert. Der Preis soll Neugier wecken und Impulse für kreative Lösung zur Verwirklichung visionärer Produkte geben. Die Jury unter Vorsitz des Vizepräsidenten Innovation Ulrich Betz ist mit international renommierten Wissenschaftlern besetzt (darunter Angela Belcher, Jean-Marie Lehn, Benjamin List, Robert Huber und Christina Smolke), die geeignete Kandidaten identifizieren und sie um eine formale Bewerbung bitten.

## Preisträger
- 2019: Gesundheit: James Earl Crowe, Jr. (Vanderbilt-Universität) und Pardis Sabeti (Broad Institute) „Pandemic protector“
- 2020: Gesundheit: Stephan Sieber (Technische Universität München) „Multi drug resistance breaker“
- 2021: Ernährung: Ting Lu (University of Illinois) und Steve Techtmann (Michigan Technological University) „Food generator“
- 2022: Energie: Tobias J. Erb (Max-Planck-Institut für terrestrische Mikrobiologie) „CO2 to fuel convertor“
- 2023: Gesundheit: Khalid Salaita (Emory University), „Pandemic early alert system“
- 2024: Gesundheit: Lauren Gardner (Johns Hopkins University), „Fighting pandemics wit AI“
- 2025: Gesundheit: Magdalena Götz (Helmholtz-Zentrum München), „Body organ regenerator“
- 2026: Gesundheit: „Smart health sensor“